# Visiedo
Visiedo is een gemeente in de Spaanse provincie Teruel in de regio Aragón met een oppervlakte van 55,53 km². Visiedo telt 138 inwoners (1 januari 2016).

## Demografische ontwikkeling
Bron: INE, 1857-2011: volkstellingen